# 巴里马-瓦伊尼
巴里马-瓦伊尼(第一区)是圭亚那的一个区，东邻波默伦-苏佩纳姆区。该区总面积20,339平方公里。总人口24,275(2002)。委内瑞拉与圭亚那在此地有主权争议。巴里马-瓦伊尼区首府为马巴鲁马。1980年行政区划改革前，此地为西北区。该区有2所中学。
1. ↑  Macmillan Publishers. . . Oxford: Macmillan Caribbean. 2009: 36. ISBN 9780333934173.